# Maxi Warwel
Maxi Warwel (* 1. März 1983 in West-Berlin) ist eine deutsche Schauspielerin.

## Leben und Karriere
Maxi Warwel wurde 1983 in Berlin-Kreuzberg geboren und wuchs dort auch auf. Bei einer Theateraufführung an ihrer Schule machte die damals 15-Jährige auf die anwesende Regisseurin Maria Teresa Camoglio so großen Eindruck, dass sie Warwel in ihrem 1999 ausgestrahlten Jugendfilm Liebe, Lügen und Geheimnisse in einer tragenden Rolle besetzte. Größere Bekanntheit erlangte Warwel durch ihr Mitwirken in der Fernsehserie Arme Millionäre. Während der Dreharbeiten zur ersten Staffel dieser Fernsehserie nahm sie das von Anna-Lena Mentschel und Florian Opahle komponierte Lied Bye, Bye auf, das aber bisher nicht auf CD veröffentlicht wurde; lediglich die Internet-Handelsplattform iTunes Store vertrieb das Lied. In der ZDF-Vorabendserie Forsthaus Falkenau war Warwel von 2009 bis 2013 für die Rolle der Daniela Königstein durchgehend besetzt.
Maxi Warwel spricht neben ihrer Muttersprache Deutsch und dem Berliner Dialekt noch Französisch und fließend Englisch. Ihren Lebensmittelpunkt hat sie im Stadtteil Kreuzberg ihrer Heimatstadt.

## Filmografie

### Fernsehen
- 1999: Liebe, Lügen & Geheimnisse als Cora
- 1999: Hallo, Onkel Doc!
- 2001: Ein starkes Team
- 2002: Ghetto (Theater-Aufführungen)
- 2003: Im Namen des Gesetzes
- 2005–2006: Arme Millionäre
- 2005: Schüleraustausch – Die Französinnen kommen
- 2008: Treuepunkte
- 2009: Wilsberg: Der Mann am Fenster
- 2009: Rosamunde Pilcher: Entscheidung des Herzens
- 2009: Der Stinkstiefel
- 2009: Küstenwache – Blackout
- 2009: In aller Freundschaft: Das Fest der Liebe
- 2010: Inga Lindström: Prinzessin des Herzens
- 2009–2013: Forsthaus Falkenau
- 2010: Sexstreik!
- 2012: Johanna und der Buschpilot (2) – Die Legende der Kraniche (TV-Mehrteiler)
- 2013: Küstenwache – Das Geheimnis der Turanga
- 2016: Notruf Hafenkante – Vater, Mutter, Kind
- 2017: Chaos-Queens – Für jede Lösung ein Problem
- 2017–2023: Die Bergretter
- 2018: Rosamunde Pilcher: Geerbtes Glück
- 2019: Die Spezialisten – Im Namen der Opfer – Gespenster (Fernsehserie)
- 2023: Praxis mit Meerblick – Dornröschen (Fernsehserie)

### Kino
- 2001: Klassenfahrt
- 2004: Pura Vida Ibiza
- 2005: Polly Blue Eyes
- 2007: Lauf um Dein Leben – Vom Junkie zum Ironman
- 2015: Fack ju Göhte 2
- 2019: Sweethearts
- 2020: Madison